# Microsorum varians
Microsorum varians är en stensöteväxtart som först beskrevs av Georg Heinrich Mettenius, och fick sitt nu gällande namn av Elbert Hennipman och Hett. Microsorum varians ingår i släktet Microsorum och familjen Polypodiaceae. Inga underarter finns listade.